# 스튜디오 딘
주식회사 스튜디오 딘(일본어: 株式会社スタジオディーン 가부시키가이샤 스타지오 딘[*], STUDIO DEEN Co.,Ltd.)은 일본의 애니메이션 제작 회사이다. 일본동화협회 정회원. 줄여서 스튜딘이라고도 불린다.

## 작품 이력

### TV 시리즈
1970년대
- 도라에몽 (제작원청: 신에이 동화, 각화 제작협력, 주로 1980년대 ~ 2005년까지 담당, 오오야마 도라: 1979년 - 2005년)

1980년대
- 시끌별 녀석들 (130화 이후, 1981년 - 1986년)
- 전투메카 자붕글 (제작원청: 일본 선라이즈, 제작협력, 1982년 -1983년)
- 성전사 단바인 (제작원청: 일본 선라이즈, 제작협력, 1983년 - 1984년)
- 은하표류 바이팜 (제작원청: 일본 선라이즈, 제작협력, 1983년 - 1984년)
- 파만 (제작원청: 신에이 동화, 제작협력, 1983年-1987年)
- 중전기 엘가임 (제작원청: 일본 선라이즈, 제작협력, 1984년 - 1985년)
- 프로골퍼 사루 (제작원청: 신에이 동화, 제작협력, 1985년 - 1988년)
- 메종 일각 (1986년 - 1988년)
- F-에프 (1988년 - 1989년)
- 맛의 달인 (제작원청: 신에이 동화, 애니메이션 협력, 1988년 - 1992년)
- 비리켄 (제작원청: 신에이 동화, 제작협력, 1988년 - 1989년)
- 비리켄 뭐든지 상회 (제작원청: 신에이 동화, 제작협력, 1989년)
- 란마 ½ (1989년)
- 란마 ½ 열투편 (1989년 - 1992년)

1991년
- 기갑경찰 메탈잭 (제작원청: 선라이즈, 제작협력)

1992년
- 짱구는 못말려 (제작원청: 신에이 동화, 각화 제작협력, 1992년 - )[1]
- 슈퍼 즈간

1993년
- 기동전사 V 건담 (제작원청: 선라이즈, 각화 제작협력, 1993년 - 1994년)
- 미래영웅 아이언리거 (제작원청: 선라이즈, 각화 제작협력, 1993년 - 1994년)

1994年
- DNA² ~어딘가에서 잃어버린 그녀석의 그녀석~ (매드하우스와 공동제작, 1994년 - 1995년)

1995년
- 곰돌이 푸타로 (1995년 - 1996년)
- 귀신동자 젠키
- 우주에서 온 모자코 (제작원청: 오엘엠, 애니메이션 협력, 1995년 - 1997년)

1996년
- 하멜의 바이올린
- 체포하겠어 (1996년 - 1997년)

1997년
- EAT-MAN
- 하운티드 정션
- 넥스트전기 에어가이츠
- 버리지♡말아줘 데이지
- 시티헌터 굿 바이 마이 스위트 하트 (제작원청: 선라이즈, 제작협력)
- 바람의 검심 -메이지 검객 낭만담- (제 67화 이후, 1997년 - 1998년)

1998년
- SHADOW SKILL -영기-
- 괴짜가족
- 모모이로 시스터즈
- AWOL -Absent Without Leave-
- 초속 스피나 (制作元請：XEBEC, 각화 제작협력, 1998년 - 1999년)
- EAT-MAN'98

1999년
- 잘 나가는 두 사람 (제작원청: J.C.STAFF, 각화 제작협력)
- 작은거인 마이크로맨 (제작원청: 피에로, 각화 제작협력)
- 에덴즈 보위
- 선계전 봉신연의
- 일본제일의 남자의 혼 시리즈
- 아빠랑 춤추자
- 레레레의 천재 바카본 (제작원청: 피에로, 각화 제작협력, 1999년 - 2000년)
- HUNTER×HUNTER  (제작원청: 일본 애니메이션, 제작협력, 1999년 - 2001년)

2000년
- 육문천외 몬코레 나이트
- 그라비테이션

2001년
- 파괴마 사다미츠
- 스타오션 EX
- 체포하겠어 second season
- 후르츠 바스켓
- 코코로 도서관
- RAVE (2001년 - 2002년)

2002년
- 달빛천사
- 왕도둑 JING
- SAMURAI DEEPER KYO
- 겟 백커즈 (2002년 - 2003년)
- 구슬동자 제터스 (2002년 - 2003년)

2003년
- MOUSE
- 마탐정 로키 라그나로크
- 야미와 모자와 책의 여행자
- 포포탄 (제작원청: 샤프트, 각화 제작협력)
- 블랙 잭 2시간 스페셜 ~목숨을 둘러싸는 4개의 기적~ (제작원청: 테즈카 프로덕션, 부분 제작협력)
- R.O.D -THE TV- (제작원청: J.C.STAFF, 제작협력)

2004년
- 유메리아
- 북으로 ~Diamond Dust Drops~
- tactics
- 마리아님이 보고계셔 시리즈
- 오늘부터 마왕! 제 1시리즈 (2004년 - 2005년)
- Get Ride! 암드라이버
- 지팡구

2005년
- 오늘부터 마왕! 제 2시리즈 (2005년 - 2006년)
- 우에키의 법칙
- 응석부리지마!!
- 지옥소녀
- 은아전설 WEED
- 남쪽 섬의 작은 비행기 버디

2006년
- 응석부리지마!! 喝!!
- Fate/stay night
- 빙쵸탄
- 쓰르라미 울 적에
- simoun
- 프린세스 프린세스
- 소년 음양사
- 무장연금 (제작원청: XEBEC, 각화 제작협력)
- 지옥소녀 2기

2007년
- 샤이닝 티어즈 크로스 윈드
- 도화월탄
- CODE-E
- 쓰르라미 울 적에 해
- 멋진 탐정 라비린스
- 시온의 왕
- 체포하겠어 풀 스로틀

2008년
- 파천황 유희
- 개그만화 보기 좋은 날 3
- 오늘부터 마왕! 제 3시리즈
- 뱀파이어 기사
- 아마츠키
- 순정 로맨티카
- Mission-E
- 뱀파이어 기사 Guilty
- 지옥소녀 3기
- 순정 로맨티카 2

2009년
- 마리아님이 보고계셔 4th 시즌
- 꿈을 이뤄주는 코끼리 (《버라이어티 뉴스 키미하 브레이크》(TBS 계열) 내의 코너)
- 쿠킹아이돌 아이! 마이! 마인! (애니메이션 제작협력, 2009년 - 2013년)
- 07-GHOST
- 괭이갈매기 울 적에
- 도쿄 매그니튜드 8.0 (제작원청: 본즈·KINEMA CITRUS, 각화 제작협력)
- PandoraHearts (제작원청: XEBEC, 각화 제작협력)
- 쿠루네코 (제작원청: 닥스 프로덕션, 뫼비우스 톤과 제작협력)
- 학생회의 일존

2010년
- 개그만화 보기 좋은 날 +
- 동물 환경 회의
- GIANT KILLING
- 박앵귀
- 누라리횬의 손자
- 박앵귀 벽혈록

2011년
- 이것은 좀비입니까?
- 드래곤 크라이시스!
- 세계 제일의 첫사랑
- 누라리횬의 손자 ~천년마경~
- 세계 제일의 첫사랑 2

2012년
- 포요포요 관찰일기 (닥스 프로덕션, 뫼비우스 톤과 공동제작)
- 이것은 좀비입니까? 오브 더 데드
- 비색의 조각
- 산카레아
- 박앵귀 여명록
- 비새의 조각 제 2장

2013년
- 악의 꽃 (제작원청: ZEXCS, 3DCG 제작)
- 팔견전 ―동방팔견이문―
- 로젠 메이든 (신 애니)
- 의풍당당!! 카네츠구와 케이지
- 안경부!

2014년
- 사쿠라 Trick
- pupa
- 와시모 WASIMO
- 막말 Rock
- 매번! 괴짜가족
- 로도스도 전기 ~그거 맛있어?~ (스튜디오 히바리와 공동제작)
- 로그 호라이즌 (제 2시즌)

2015년
- 와시모 WASIMO (제 2기)
- 와시모 WASIMO (제 3기)
- 앱솔루트 듀오 (제작원청: 에이트비트, 각화 제작협력)
- 순정 로맨티카 3
- 쥬얼펫 매지컬 체인지

2016년
- 쇼와 겐로쿠 라쿠고 심중
- 이 멋진 세계에 축복을!
- 영검산 별가루들의 잔치
- 리루리루 페어리루 ~요정도어~
- SUPER LOVERS
- 돈카츠 DJ 아게타로
- 사카모토입니다만?
- 첫사랑 몬스터
- 나메코 ~세계의 친구들~

2017년
- 이 멋진 세계에 축복을! 2기

2024년
- 의매생활
- 노을빛 아웃포커스

- 내세에는 남남이 좋겠어
- 반푼이라 불리던 전 영웅은, 친가에서 추방됐으므로 마음대로 살기로 했습니다

2025년
- 매직 ・ 메이커 ~이세계 마법을 만드는 방법~

시간 미정
- 쇼와 겐로쿠 라쿠고 심중 ~스게로쿠후타타비편~
- 영검산 별가루들의 잔치 2기